# Дубров, Арон Шлёмович
Аро́н (Арка́дий) Шлёмович Дубро́в (идиш אַרון שלעמאװיטש דובראָוו‎‎; бел. Арон Шлёмавіч Дуброў, 19 февраля 1904, Бешенковичи — 7 января 1981, Долгиново) — советский хозяйственный и государственный деятель. Председатель колхоза «Имени Кирова» в Островно (1939—1940), председатель городского совета депутатов трудящихся в Долгиново (1950—1954), председатель колхоза «Заветы Ильича» в Долгиново (1954—1956), депутат районного совета Кривичского района (1948—1956), кавалер ордена Красной Звезды.

## Биография
Родился в 19 февраля 1904 года в местечке Бешенковичи в еврейской семье.
Закончил 4 класса неполной (II ступени) средней школы в Бешенковичах с 1917 по 1921 годы. С 1921 по 1928 годы работал в Бешенковичах разнорабочим и молотобойцем. С 1928 до 1930 годы был работником в колхозе «Новый мир» Ковляковского сельсовета.
С 1930 до 1932 года был назначен председателем колхоза «Новый мир». В 1932 году принят в Бешенковичах в члены Коммунистической партии Белоруссии (партбилет № 0862150).
С 1932 до 1933 года был заведующим дома культуры и секретарём партийной организации Ганьковичского сельсовета. С сентября 1933 года до декабря 1936 года — председатель колхоза «Красный Октябрь» в этом же сельсовете. В 1936 году назначен на должность председателя колхоза «Имени Кирова» в местечке Островно.
С октября 1939 года по 1940 год — на службе в Красной армии, в том числе участвовал в боевых действиях в Западной Белоруссии и на Советско-финляндской войне. После демобилизации в 1940 году руководил районным земельным отделом в Бешенковичах.

## В Великой Отечественной войне
В 1941 году, после начала Великой Отечественной войны, был снова мобилизован, закончил курсы политработников Западного фронта и получил воинское звание «политрук». В 1942 году получил воинское звание «старший лейтенант».
Воевал в 1941—1942 годах на Западном фронте политруком роты, в 1942—1943 годах — на Калининском фронте секретарём партийного бюро батальона, в 1943 году — на Юго-Западном фронте заместителем командира роты по политической части, в 1943—1944 годах — на 3-м Украинском фронте. Курсы командиров танков закончил в 1944 году при 2-м танковом полку в городе Горький, с 1944 года до конца войны — командир танка Т-34.
За подвиг, совершённый 6 августа 1944 года, награждён орденом Красной звезды.
После победы над нацистской Германией в 1945—1946 годах продолжил службу в составе советских войск в Маньчжурии.

## После войны
После демобилизации в 1946 году, с апреля до декабря этого года, занимал должность заместителя председателя Кривичского райисполкома. С декабря 1946 года до сентября 1950 года — председатель Долгиновского сельского совета. С апреля 1952 года до апреля 1954 года — председатель колхоза «Заветы Ильича» в Долгиново, а с апреля 1954 года до марта 1956 года — заместитель председателя.
С 1948 до 1956 года — депутат районного совета Кривичского района.
С ноября 1963 года — пенсионер.
Умер в Долгиново 7 января 1981 года, похоронен на местном кладбище.

## Семья
- Отец, Шломо-Йосель Дубров, рабочий в Бешенковичах, умер в 1920[1] или 1922[2] году.
- Мать, Ципа-Роха, умерла в Витебске в 1940 году[1].
- Сёстры: Лея (1898—1990), Дора (1899-?), Ида (1908—1991), Анна (1914—1989).
- Жена Мария Фёдоровна (Королёва) (1912—1967)[1]. Во время оккупации её с детьми вели из Бешенковичского гетто на расстрел как жену еврея (кто-то из соседей выдал), но она сумела сбежать, попала снова в гетто уже в Борисове, но выжила и спасла детей — кроме старшего Анатолия, который умер от голода и болезней.
- Дети: Анатолий (1932—1942), Галина (1937—2017), Марат (1939—1995), Тамара (1947)[1].

## Награды
- Орден Красной Звезды за боевые заслуги, орденская книжка 302978[1][3][4];
- Медаль «За взятие Будапешта», удостоверение А № 148264[1][6];
- Медаль «За освобождение Праги», удостоверение А № 121129[1][6];
- Медаль «За победу над Германией», удостоверение Щ № 268817[1][6];
- Медаль «За победу над Японией», удостоверение Б № 280058[1][6];
- Медаль «За доблестный труд»